# Haapavesi
Haapavesi este o comună din Finlanda.